# 龚曙光
龚曙光（1959年4月—），男，汉族，湖南澧县人，中华人民共和国企业家，中国共产党党员，第十二、十三届全国人民代表大会湖南地区代表。

## 生平
毕业于山东师范大学中文专业。2008年，由《潇湘晨报》的社长成了中南出版传媒集团股份有限公司董事长。
2013年，担任全国人大代表。2018年2月24日，当选为第十三届全国人大代表。

## 荣誉
- 2011年12月：获得CCTV中国经济年度人物称号[3]。